# 1974 NBA Draft

## Legenda
Pogrubiona czcionka – wybór do All-NBA Team.
|  | - występ w NBA All-Star Game. |

Gwiazdka (*) - członkowie Basketball Hall of Fame.

## Runda pierwsza
| Nr | Zawodnik              | Narodowość        | Drużyna NBA             | College/Drużyna                             |
| -- | --------------------- | ----------------- | ----------------------- | ------------------------------------------- |
| 1  | Bill Walton* (C-F)    | Stany Zjednoczone | Portland Trail Blazers  | UCLA                                        |
| 2  | Marvin Barnes (F-C)   | Stany Zjednoczone | Philadelphia 76ers      | Providence College                          |
| 3  | Tommy Burleson (C)    | Stany Zjednoczone | Seattle Supersonics     | North Carolina State University             |
| 4  | John Shumate (F-C)    | Stany Zjednoczone | Phoenix Suns            | University of Notre Dame                    |
| 5  | Bobby Jones (F)       | Stany Zjednoczone | Houston Rockets         | University of North Carolina at Chapel Hill |
| 6  | Scott Wedman (F-G)    | Stany Zjednoczone | Kansas City-Omaha Kings | University of Colorado                      |
| 7  | Tom Henderson (G)     | Stany Zjednoczone | Atlanta Hawks           | University of Hawaii                        |
| 8  | Campy Russell (F)     | Stany Zjednoczone | Cleveland Cavaliers     | University of Michigan                      |
| 9  | Tom McMillen (F-C)    | Stany Zjednoczone | Buffalo Braves          | University of Maryland                      |
| 10 | Mike Sojourner (C-F)  | Stany Zjednoczone | Atlanta Hawks           | University of Utah                          |
| 11 | Jamaal Wilkes (F-G)   | Stany Zjednoczone | Golden State Warriors   | UCLA                                        |
| 12 | Brian Winters (G-F)   | Stany Zjednoczone | Los Angeles Lakers      | University of South Carolina                |
| 13 | Len Elmore (C-F)      | Stany Zjednoczone | Washington Bullets      | University of Maryland                      |
| 14 | Maurice Lucas (F-C)   | Stany Zjednoczone | Chicago Bulls           | Marquette University                        |
| 15 | Al Eberhard (F)       | Stany Zjednoczone | Detroit Pistons         | University of Missouri                      |
| 16 | Cliff Pondexter (F-C) | Stany Zjednoczone | Chicago Bulls           | California State University                 |
| 17 | Glenn McDonald (F-G)  | Stany Zjednoczone | Boston Celtics          | California State University                 |
| 18 | Gary Brokaw (G)       | Stany Zjednoczone | Milwaukee Bucks         | University of Notre Dame                    |

Gracze spoza pierwszej rundy tego draftu, którzy wyróżnili się w czasie gry w NBA to: Billy Knight, Truck Robinson, John Drew, Phil Smith.